# Ariadna Gutiérrez
Ariadna Gutiérrez (Ariadna María Gutiérrez Arévalo, Sincelejo, 25 de dezembro de 1993) é uma modelo colombiana eleita Miss Colômbia (Señorita Colombia) 2014-2015 e segunda colocada no Miss Universo 2015.

## Biografia
Ariadna foi adotada aos seis anos de idade por Wilson Alfonso Gutiérrez y Shirley Álvarez Arévalo, sua tia-avó materna, e tem três irmãos.
É modelo desde os 16 anos, mas depois de sua participação no Miss Universo também tornou-se atriz, apresentadora, influencer e celebridade.
Atualmente está noiva do DJ francês Cedric Gervais.

## Participação em concursos de beleza

### Miss Colômbia 2014-2015
Ariadna participou do concurso Miss Colômbia 2014-2015 e foi eleita vencedora em 17 de novembro de 2014. Ela também recebeu os prêmios Rosto Jolie, Rainha da Polícia e Senhorita Elegância. Ela foi a primeira candidata de Sucre a vencer o Miss Colômbia.

### Miss Universo 2015
Como Miss Colômbia, Ariadna representou o país na 64ª edição do Miss Universo. Na final, ocorrida em 20 de dezembro de 2015, ela foi declarada, por um erro do apresentador Steve Harvey, a vencedora. Apenas 4 minutos depois, no entanto, o erro foi desfeito e Pia Wurtzbach recebeu a coroa.

## Vida após o Miss Universo
A polêmica em torno do erro do apresentador Steve Harvey durou semanas. Steve pediu, inclusive, desculpas públicas e recebeu Ariadna em seu programa.
Ela também foi entrevistada no programa Fantástico da Globo e disse: "sem esse erro, tantas portas não teriam se aberto para mim".
Após ficar famosa devido ao erro de Steve, a carreira de modelo de Ariadna cresceu, sendo que um de seus primeiros trabalhos após o concurso foi ser capa da revista Cosmopolitan (Nova no Brasil) do México. [3] Além desta, ela foi capa de diversas outras revistas, como a Hola Equador, Hola Costa Rica, Hola El Salvador, TV y Novelas e Maxim.
Em março de 2016 foi anunciado que ela faria uma participação no filme xXx: The Return of Xander Cag com o ator americano Vin Diesel. Neste mesmo ano, ela participou do Celebrity Big Brother nos EUA.
Em 2018 fez uma participação na série americana RuPaul's Drag Race. 
Ela continua trabalhando como modelo e influencer, inclusive para marcas como a Macys de Nova Iorque.

### Polêmica
Logo após o Miss Universo, de volta a seu país, Ariadna se envolveu numa polêmica com sua agência na Colômbia, com a qual queria rescindir o contrato. As partes chegaram a um acordo em setembro de 2016. Ao mesmo tempo, ela assinou contrato com uma agência de talentos dos EUA, a Latin WE.

## Vida pessoal
Após a fama, Ariadna namorou Gianluca Vacchi, um empresário e celebridade italiano.
Em 2018 se tornou público que ela namorava o DJ francês Cedric Gervais, do qual ficou noiva em final de fevereiro de 2019, tendo anunciado o fato em seu Instagram com uma foto mostrando o anel de noivado e as palavras "meu noivo" (em espanhol: "mi prometido").